# Caherconree
Caherconree (irisch Cathair Conraoi, altirisch Cathair Con Roí) ist ein Promontory Fort in einer Höhe von 625 m über dem Finglas Valley auf der Dingle-Halbinsel im County Kerry. Es ist Irlands zweithöchstgelegenes Inland-Promontory Fort und einer der bedeutenden mythischen Plätze im County Kerry, benannt nach Cú Roí mac Dairi (auch Cú Ruí, im modernen Irisch Cú Raoi), einem legendären irischen Helden. Caher ist die anglisierte Form der irischen Wortes cathair (was in einigen Regionen der Insel Duns bzw. Steinforts bezeichnet).
Caherconree liegt an der Stelle, wo der Sliabh Mis (ein Bergzug) eine natürliche Schwelle zwischen der Halbinsel und dem Festland markiert. Hier befindet sich ein nach Westen vorspringender Sporn. Eine 110 m lange Mauer bildet dort liegt neben der steilen Klippe ein dreieckiges Gehege von ungefähr zwei Morgen Größe. Die Trockensteinmauer stand vor der Restaurierung stellenweise noch bis zu einer Höhe von etwa drei Metern. Sie ist massiv und hat auf der Innenseite drei breite, terrassenartige Mauerstufen.

## Legende
Caherconree ist Cú Roís Residenz in den Slieve Mish Mountains (Sliabh Mis). Loegaire Buadach, Conall Cernach und Cú Chulainn werden hierher geschickt, um ihn entscheiden zu lassen, wer Irlands größter Held sei. Jeder muss nachts seine Stadt bewachen, während er sie in Gestalt eines gräulichen Andersweltwesens testet. Caherconree drehte sich jede Nacht unablässig, so dass der Eingang nicht gefunden werden konnte. Diese Festung besitzt ein starkes, kultisches Element, und es ist nicht unmöglich, dass sie für den Sonnengott angelegt wurde. In Caherconree liegt gemäß Echtra Airt Maic Cuinn auch der Zauberstab mit dem sich „Conn der tausend Schlachten“ zum „Herrn der Welt“ machte.